# Telekonsultation
Die Telekonsultation ist ein Anwendungsgebiet der Telemedizin. Hierbei wird eine videotelefonische Verbindung zwischen Arzt und einer nicht-ärztlichen, aber medizinisch ausgebildeten Fachkraft aufgebaut. Bei der Fachkraft, die beim Patienten vor Ort anwesend ist, handelt es sich z. B. um einen medizinischen Fachangestellten (MFA) oder Pflegekraft oder eine Fachkraft mit Zusatzausbildung als nichtärztlicher Praxisassistent (NäPa), entlastender Versorgungsassistent (EVA) oder Versorgungsassistent in der Hausarztpraxis (VERAH).
Die Telekonsultation ermöglicht über die reine Videotelefonie hinaus die Möglichkeit der Diagnostik durch Erhebung und Übertragung von Messparametern und der Delegation von Maßnahmen. Im Unterschied zur Videosprechstunde (Arzt-Patient-Telefonie) findet bei einer Telekonsultation das Gespräch in erster Linie zwischen Arzt und Fachkraft statt. Über eine datenschutzkonforme bidirektionale Verbindung werden vom Arzt angeordnete Point-Of-Care-Messungen mit Hilfe von Medizingeräten durch die beim Patienten anwesende Fachkraft durchgeführt. Als Untersuchungsmethoden für eine Telekonsultation stehen je nach technischer Ausstattung u. a. die Messung von Herz- und Atemfrequenz, das Ableiten eines EKGs, die Messung von Sauerstoffsättigung, Blutdruck und Blutzucker, Spirometrie, Auskultation von Herz und Lunge sowie Ultraschall zur Verfügung.
Die daraus resultierend vom Arzt angeordneten Maßnahmen werden durch die Fachkraft ausgeführt. Die rechtliche Verantwortung liegt für die Anordnung beim Arzt, für die Durchführung bei der Fachkraft.

## Anwendungsgebiete
Vor allem im Bereich der stationären Altenpflege bietet die Telekonsultation Vorteile, da bei einer medizinischen Akutsituation, die nicht lebensbedrohlich ist, ein physischer Hausbesuch durch einen niedergelassenen Arzt, der oft mit Wartezeiten verbunden ist, vermieden werden kann. Auch die in solch unklaren Situationen durch die Pflegekraft eingeleiteten Krankenhaustransporte von Patienten sind zu 40 % aus medizinischer Sicht vermeidbar.
Außerdem kann die Telekonsultation im Bereich der hausärztlichen Versorgung, Palliativmedizin und der außerklinischen Intensivpflege angewandt werden.